# Clase Miranda
Clase Miranda, es una clase de naves del universo de ficticio Star Trek, la nave es un crucero ligero de la Flota Estelar construido entre los años 2243 y 2278 por lo que es una clase contemporánea de las naves, Clase Constitución, aunque de menor tamaño que estas, las naves de la Clase Miranda se han utilizado comúnmente como naves escolta.
Estas naves cuentan con sistemas de armas similares al resto de naves de la federación que consisten en Phasers y torpedos de fotones,  en cuanto a defensas esta equipada con escudos deflectores y posee un casco de aleación de duranio.
Durante la década de 2270 las naves de Clase Miranda pasaron por los astilleros enfrentándose a una muy necesaria restauración y rediseño de algunos de sus sistemas primarios. Todas estas modificaciones hicieron que estas naves permanecieran en servicio como naves escolta por mucho tiempo.

## Naves de esta clase
- USS Brittain (NCC-21166)
- USS Lantree (NCC-1837) -Destruida
- USS Majestic (NCC-31860)
- USS Nautilus (NCC-31910)
- USS Reliant (NCC-1864)-Destruida
- USS Saratoga (NCC-1867) -Decomisada o destruida
- USS Saratoga (NCC-31911) -Destruida
- USS ShirKahr (NCC-31905)
- USS Tian An Men (NCC-21382)

## Diseño
- El modelo de esta nave fue diseñado y construido por el equipo de producción del film "Star Trek II: The Wrath of Khan"; el guion original hablaba de la USS Reliant, un tipo de nave similar al USS Enterprise, pero de diferente configuración. Este diseño fue el primero de un tipo de nave totalmente original desde que se empezaron a filmar las películas de ST. El diseño es obra de Joe Jennings y Mike Minor y construido por Industrial Light and Magic.

- El nombre de la Clase es en honor al General Francisco de Miranda procer de la independencia de Venezuela y de la revolución francesa